# Malé Ozorovce
Malé Ozorovce este o comună slovacă, aflată în districtul Trebišov din regiunea Košice, pe malul râului Q13451563⁠(d). Localitatea se află la altitudinea de 196 m deasupra n.m., se întinde pe o suprafață de 17,08 km2 și în 2017 număra 520 de locuitori.

## Istoric
Localitatea Malé Ozorovce este atestată documentar din 1332.

## Demografie
| An:                | 1994 | 2004   | 2014   | 2024   |
| ------------------ | ---- | ------ | ------ | ------ |
| Număr de persoane: | 563  | 566    | 533    | 519    |
| Diferență:         |      | +0,53% | −5,83% | −2,62% |

| An:                | 2023 | 2024   |
| ------------------ | ---- | ------ |
| Număr de persoane: | 521  | 519    |
| Diferență:         |      | −0,38% |